# Europees kampioenschap voetbal vrouwen onder 19 - 2013
Het Europees kampioenschap voetbal vrouwen onder 19 van 2013 (kortweg: EK voetbal vrouwen -19) was de 16e editie van het Europees kampioenschap voetbal vrouwen onder 19 en is bedoeld voor speelsters die op of na 1 januari 1994 geboren zijn. Ondanks de leeftijdgrens van 19 jaar mogen ook speelsters van 20 jaar meespelen omdat de leeftijdsgrens alleen bij het begin van de kwalificatie voor het EK geldt. Het toernooi werd van 19 augustus tot en met 31 augustus 2013 gespeeld in Wales.

## Gekwalificeerde teams
- Denemarken
- Engeland
- Finland
- Frankrijk
- Duitsland
- Noorwegen
- Zweden
- Wales (Gastland)

## Speelsteden
- Parc y Scarlets, Llanelli (Capaciteit 14.870)
- Bridge Meadow Stadium, Haverfordwest (2.000)
- Stebonheath Park, Llanelli (1.005)
- Richmond Park, Carmarthen (1.000)

## Eindronde

### Groepsfase

#### Groep A
| Rang | Land       | Doelpunten | Punten |
| ---- | ---------- | ---------- | ------ |
| 1    | Engeland   | 6-0        | 7      |
| 2    | Frankrijk  | 6-1        | 7      |
| 3    | Denemarken | 2-6        | 3      |
| 4    | Wales      | 0-7        | 0      |

|                        |       |              |            |                                                             |
| 19 augustus 2013 14.00 | Wales | 0-1          | Denemarken | Parc y Scarlets, Llanelli Scheidsrechter: Eleni Lampadariou |
| 19 augustus 2013 14.00 |       | Frandsen 61' |            | Parc y Scarlets, Llanelli Scheidsrechter: Eleni Lampadariou |

|                        |          |     |           |                                                            |
| 19 augustus 2013 19.00 | Engeland | 0-0 | Frankrijk | Richmond Park, Carmarthen Scheidsrechter: Monika Mularczyk |
| 19 augustus 2013 19.00 |          |     |           | Richmond Park, Carmarthen Scheidsrechter: Monika Mularczyk |

|                        |       |                                |          |                                                        |
| 22 augustus 2013 14.00 | Wales | 0-3                            | Engeland | Richmond Park, Carmarthen Scheidsrechter: Dilan Gökçek |
| 22 augustus 2013 14.00 |       | Lawley 63' Parris 83' Mead 89' |          | Richmond Park, Carmarthen Scheidsrechter: Dilan Gökçek |

|                        |                    |     |                                      |                                                         |
| 22 augustus 2013 19.00 | Denemarken         | 1-3 | Frankrijk                            | Stebonheath Park, Llanelli Scheidsrechter: Eszter Urbán |
| 22 augustus 2013 19.00 | Frandsen 8' (pen.) |     | Declercq 10' Toletti 17' Lavogez 26' | Stebonheath Park, Llanelli Scheidsrechter: Eszter Urbán |

|                        |                               |     |       |                                                                  |
| 25 augustus 2013 15.00 | Frankrijk                     | 3-0 | Wales | Bridge Meadow Stadium, Haverfordwest Scheidsrechter: Petra Chudá |
| 25 augustus 2013 15.00 | Toletti 28' Le Bihan 35', 47' |     |       | Bridge Meadow Stadium, Haverfordwest Scheidsrechter: Petra Chudá |

|                        |            |                                          |          |                                                         |
| 25 augustus 2013 15.00 | Denemarken | 0-3                                      | Engeland | Parc y Scarlets, Llanelli Scheidsrechter: Olga Zadinová |
| 25 augustus 2013 15.00 |            | Williams 34' (pen.) Parris 85' Zelem 90' |          | Parc y Scarlets, Llanelli Scheidsrechter: Olga Zadinová |

#### Groep B
| Rang | Land      | Doelpunten | Punten |
| ---- | --------- | ---------- | ------ |
| 1    | Duitsland | 8-1        | 7      |
| 2    | Finland   | 3-2        | 5      |
| 3    | Noorwegen | 5-6        | 3      |
| 4    | Zweden    | 1-8        | 1      |

|                        |            |     |            |                                                         |
| 19 augustus 2013 14.00 | Zweden     | 1-1 | Finland    | Stebonheath Park, Llanelli Scheidsrechter: Dilan Gökçek |
| 19 augustus 2013 14.00 | Banušić 4' |     | Kemppi 60' | Stebonheath Park, Llanelli Scheidsrechter: Dilan Gökçek |

|                        |                                        |     |           |                                                         |
| 19 augustus 2013 19.00 | Duitsland                              | 5-0 | Noorwegen | Parc y Scarlets, Llanelli Scheidsrechter: Olga Zadinová |
| 19 augustus 2013 19.00 | Dallmann 12', 15' Bremer 21', 39', 43' |     |           | Parc y Scarlets, Llanelli Scheidsrechter: Olga Zadinová |

|                        |        |                 |           |                                                                       |
| 22 augustus 2013 14.00 | Zweden | 0-2             | Duitsland | Bridge Meadow Stadium, Haverfordwest Scheidsrechter: Monika Mularczyk |
| 22 augustus 2013 14.00 |        | Bremer 59', 84' |           | Bridge Meadow Stadium, Haverfordwest Scheidsrechter: Monika Mularczyk |

|                        |            |     |           |                                                       |
| 22 augustus 2013 19.00 | Finland    | 1-0 | Noorwegen | Richmond Park, Carmarthen Scheidsrechter: Petra Chudá |
| 22 augustus 2013 19.00 | Engman 78' |     |           | Richmond Park, Carmarthen Scheidsrechter: Petra Chudá |

|                        |                                                            |     |        |                                                         |
| 25 augustus 2013 15.00 | Noorwegen                                                  | 5-0 | Zweden | Stebonheath Park, Llanelli Scheidsrechter: Eszter Urban |
| 25 augustus 2013 15.00 | Jensen 41', 51' Eikeland 48' Tomter 69' Skinnes Hansen 87' |     |        | Stebonheath Park, Llanelli Scheidsrechter: Eszter Urban |

|                        |            |     |            |                                                             |
| 25 augustus 2013 15.00 | Duitsland  | 1-1 | Finland    | Richmond Park, Carmarthen Scheidsrechter: Eleni Lampadariou |
| 25 augustus 2013 15.00 | Kemppi 48' |     | Tietge 20' | Richmond Park, Carmarthen Scheidsrechter: Eleni Lampadariou |

## Laatste vier

### Halve finales
|                        |                     |     |                |                                                         |
| 28 augustus 2013 12.30 | Duitsland           | 1-2 | Frankrijk      | Parc y Scarlets, Llanelli Scheidsrechter: Olga Zadinová |
| 28 augustus 2013 12.30 | Bremer 90+3' (pen.) |     | Diani 62', 64' | Parc y Scarlets, Llanelli Scheidsrechter: Olga Zadinová |

|                        |                                                 |     |         |                                                             |
| 28 augustus 2013 19.00 | Engeland                                        | 4-0 | Finland | Richmond Park, Carmarthen Scheidsrechter: Eleni Lampadariou |
| 28 augustus 2013 19.00 | Mead 15', 40' Williams 34' (pen.) Sigsworth 66' |     |         | Richmond Park, Carmarthen Scheidsrechter: Eleni Lampadariou |

### Finale
|                        |          |                         |           |                                                            |
| 31 augustus 2013 15.00 | Engeland | 0 – 2                   | Frankrijk | Parc y Scarlets, Llanelli Scheidsrechter: Monika Mularczyk |
| 31 augustus 2013 15.00 |          | Toletti 95' Diallo 114' |           | Parc y Scarlets, Llanelli Scheidsrechter: Monika Mularczyk |